# Flat Creek Township (comté de Barry, Missouri)
Flat Creek Township est un township du comté de Barry dans le Missouri, aux États-Unis,. En 2000, le township comptait une population de 5 462 habitants. Fondé en 1844, il est baptisé en référence à la rivière Flat Creek (en), un affluent de la rivière James (en).

## Source de la traduction
- (en) Cet article est partiellement ou en totalité issu de l’article de Wikipédia en anglais intitulé « Flat Creek Township, Barry County, Missouri » (voir la liste des auteurs).